# Открытые данные

Проект Linking Open Data в сентябре 2007

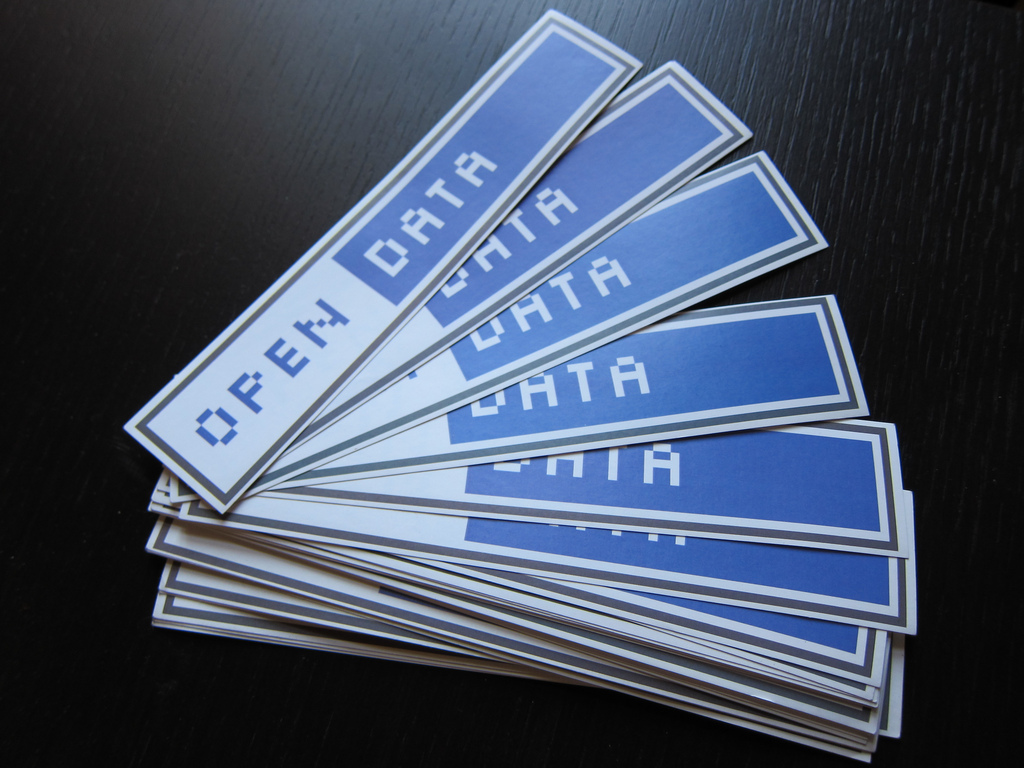
Чёткое указание лицензионных условий — ключевой компонент открытых данных и иконки вроде тех, которые показаны здесь, используются для этой цели.

Открытые данные (англ. open data) — концепция, отражающая идею о том, что определённые данные должны быть свободно доступны для машиночитаемого использования и дальнейшей републикации без ограничений авторского права, патентов и других механизмов контроля.
Освободить данные от ограничений авторского права можно с помощью свободных лицензий, таких как лицензий Creative Commons. Если какой-либо набор данных не является общественным достоянием, либо не связан лицензией, дающей права на свободное повторное использование, то такой набор данных не является открытым, даже если он выложен в машиночитаемом виде в Интернет.

## Обзор
Цели движения открытых данных похожи на другие «открытые» движения, такие как открытое программное обеспечение (open source), открытый контент (open content) и открытый доступ (open access). Рост популярности идеи об открытых данных во второй половине 2000-х годов связан, прежде всего, с запуском правительственных инициатив, таких как Data.gov.
Открытые данные часто ассоциируются с нетекстовыми материалами такими как карты, геномы, химические компоненты, математические и научные формулы, медицинские данные, данные о биологическом разнообразии. Проблемы чаще всего возникают по той причине что эти данные могут быть коммерчески ценными или могут быть собраны в некие ценные продукты.
Доступ к данным, как и последующее их использование, контролируется организациями — государственными и частными. Контроль может быть через ограничения, лицензии, копирайт, патенты и требования оплаты для доступа или повторного использования. Сторонники идеи «открытых данных» считают, что подобные ограничения идут против общественного блага и данные должны быть доступны без ограничений или оплаты. Также важно что данные должны быть доступны без последующих запросов на разрешение, хотя и способы повторного использования, такие как создание продуктов на базе данных, могут контролироваться лицензией.

### Открытые данные государств
Концепция открытого доступа к государственным данным является одним из ключевых интересов общества, многочисленные некоммерческие организации и отдельные активисты, которые добиваются открытости государственной информации в машиночитаемой форме. Многие правительства в рамках стратегий «открытого государства» создали веб-сайты для распространения части данных, обрабатываемых в секторе государственного управления. Некоторые известные сайты в стратегии открытых данных: data.gov (портал открытых данных США), science.gov, data.gov.uk, data.gov.in.
В октябре 2015 года Партнерство «Открытое правительство» (OGP) приняло Международную хартию открытых данных — набор принципов и передовых методов публикации открытых государственных данных, во время Международного саммита OGP в Мексике.

### Открытые данные в науке
Концепция открытого доступа к научным данным была сформирована и институциально оформлена в 1957—1958 гг., когда был сформирован Международный центр данных.
В настоящее время Международный совет по науке (ранее Международный совет научных сообществ) курирует несколько мировых центров открытых данных, в целях уменьшения риска потери данных и увеличения их доступности.
Тем не менее только с началом работы интернета с доступностью быстрых, повсеместных сетей публикация/получение открытых данных стала значительно менее дорогой и стала занимать меньше времени.
Проект «Геном человека» был главной инициативой, которая продемонстрировала силу открытых данных. Он был основан на так называемых Бермудских принципах, которые гласят: «Вся информация о геномной последовательности человека (…) должна быть в свободном доступе и находиться в открытом доступе, чтобы стимулировать исследования и разработки и максимизировать их пользу для общества». Более поздние инициативы, такие как Консорциум структурной геномики, показали, что подход с открытыми данными может также продуктивно использоваться в контексте промышленных исследований и разработок.
В 2004 году министры науки всех стран Организации экономического сотрудничества и развития (ОЭСР), в которую входят наиболее развитые страны мира, подписали декларацию, в которой в основном говорится, что все архивные данные, финансируемые государством, должны быть общедоступными. В ответ на запрос и интенсивное обсуждение с учреждениями, производящими данные в государствах-членах, ОЭСР опубликовала в 2007 году Принципы и руководящие указания ОЭСР по доступу к данным исследований из государственного финансирования в качестве рекомендации мягкого права.
Примеры открытых данных в науке:
- Проект Dataverse Network — программное обеспечение архивного хранилища, способствующее обмену данными, постоянному цитированию данных и воспроизводимым исследованиям
- Проект Figshare — поддерживает институциональный репозиторий с функцией бесплатной публикации неограниченного объёма открытых данных.
- data.uni-muenster.de — Открытые данные о научных фактах Университета Мюнстера, Германия. Запущен в 2011 году.
- connectedscience.org/data — Открытые научные наборы данных в виде связанных данных. Запущен в 2011 году.

## Смежные направления
Цели открытия данных аналогичны целям других «открытых» движений.
- Открытый доступ (англ. Open access) — связан с доступностью научных публикации в Интернете. В некоторых случаях эти статьи также включают открытые наборы данных.
- Открытый контент (англ. Open content) — связан с предоставлением свободного доступа к ресурсам, предназначенным для людей (например, к прозе, фотографиям или видео).
- Открытое знание (англ. Open knowledge) — Open Knowledge International выступает за открытость в целом ряде вопросов, включая, в частности, вопросы открытых данных. Он охватывает: (а) научную, историческую, географическую или иную информацию; (б) контент, такой как музыка, фильмы, книги; (в) государственную и другую административную информацию. Открытые данные включены в объем определения открытых знаний, которое упоминается в протоколе Science Commons для реализации данных открытого доступа[9].
- Наука об «открытых тетрадях» (англ. Open notebook science) — связана с применением концепции открытых данных на всех этапах научного цикла, включая данные о неудачных экспериментах, а также необработанные экспериментальные данные.
- Программное обеспечение с открытым исходным кодом (англ. Open-source software) — связано с лицензиями, по которым могут распространяться компьютерные программы с открытым исходным кодом. Обычно не касается данных.
- Открытые образовательные ресурсы (англ. Open educational resources) — это свободно доступные, открытые по лицензии документы и средства массовой информации, которые полезны для преподавания, обучения и оценки, а также для исследовательских целей.
- Открытые исследования / открытая наука / открытые научные данные — означает подход к открытию и взаимосвязи научных активов, таких как: данные, методы и инструменты — для обеспечения прозрачных, воспроизводимых и междисциплинарных исследований.
- Пиратская партия России в своём Уставе определяет открытость данных одним из руководящих принципов[10], а в своей Программе выделяет такие цели и задачи, как ориентацию государственных органов на свободные и открытые технологии, открытое государство, реформу авторских прав в соответствии с интересами авторов и общества, а не издателей, свободу и открытость любой государственной информации, исключая информацию, содержащую персональные данные[11].